# Berliet VIP
Unter der Typenbezeichnung Berliet VIP liefen Kleinlaster des  französischen Kraftfahrzeugherstellers Berliet in Lyon, gebaut  ab 1931 bis 1939, in etlichen Varianten.

## Geschichte und Technik

### Allgemeines
Der Berliet VIP und seine Varianten wiesen etliche Gemeinsamkeiten mit den zeitgleich gebauten Pkw-Typen 944 und 1144 auf.
Alle Varianten hatten – sofern nicht anders vermerkt – wassergekühlte Vierzylinder-Ottomotoren, ein Getriebe mit vier Vorwärtsgängen und einem Rückwärtsgang und gaben ihre Höchstleistung bei 3000/min ab.
Im übrigen wird zu den Motordaten auf die unten stehende Tabelle verwiesen.

### Berliet VIP
Zunächst erschien der Berliet VIP, der seine allgemeine Betriebserlaubnis am 2. Dezember 1931 erhielt. Sein Motor war identisch mit dem des zeitgleich gebauten Berliet VIL. Das bloße Chassis wog 1000 kg, ebenso betrug die Nutzlast 1000 kg, das maximale Gesamtgewicht durfte 2600 kg nicht überschreiten. Für ihn wurde das Chassisnummernband 88501–89000 (500 Stück) reserviert, offen bleibt, inwieweit alle diese Nummern an fertiggestellte Fahrzeuge vergeben wurden.

### Berliet VIP 9 und VIP11
Dem Berliet VIP folgte (Betriebserlaubnis am 25. Januar 1934) der VIP11 (die Nummer in der Typenbezeichnung weist auf die Steuer-PS hin). Sein Chassis wog 1125 kg, das maximale Gesamtgewicht betrug 3100 kg, die Nutzlast stieg auf 1200 kg. Der Radstand wird mit 3,445 m angegeben (gilt auch, sofern nicht anders vermerkt, für alle nachfolgenden Varianten), die Spur vorne mit 1,674 und hinten mit 1,40 m. Für ihn wurden die Chassisnummernbänder 131201–131500 und 131401–131599 reserviert; die ungerade Zahl und die zweimalige Vergabe spricht dafür, dass diese Nummern alle an fertiggestellte Fahrzeuge vergeben wurden.
Sieben Monate später (Betriebserlaubnis am 25. Januar 1934) erschien der VIP9. Das bloße Chassis betrug 1040 kg, das maximale Gesamtgewicht ist nicht angegeben, die Nutzlast lag ebenfalls bei 1200 kg. Der Radstand war 32 cm kürzer (3,125 m), die Spur gleich wie beim VIP11. Für ihn wurden die Chassisnummernbänder 137601–13749 (149 Stück) reserviert; auch hier spricht die ungerade Zahl dafür, dass diese Nummern alle an fertiggestellte Fahrzeuge vergeben wurden.

### Berliet VIPB9, VIPB11 und VIPB14
Berliet VIP9 und 11 wurden Anfang 1936 (Erteilung der Betriebserlaubnis am 20. Januar 1936) von ihren Nachfolgern, Berliet VIPB9 und VIPB11 abgelöst, einige Monate später um den Berliet VIPB14 (Erteilung der Betriebserlaubnis am 23. Mai 1936) ergänzt. VIPB9 und VIPB11 hatten gleiche Chassisgewichte und Nutzlast (1,2 Tonnen) wie ihre Vorgänger, jedoch ein höheres Gesamtgewicht von 3100 (VIPB9) bzw. 3200 kg (VIPB11). Die Fahrzeuge waren 4,95 m lang und 1,70 m breit. Der VPB14 hatte teilweise höhere Werte: Leergewicht des Chassis 1200 kg, Gesamtgewicht 3450 kg, Nutzlast 1,5 Tonnen, 1,745 m Breite.

### Berliet VIPC14
Bereits im Sommer 1936 wurde die Produktion von VIPB11 und VIPB14 zugunsten des Nachfolgers VIPC14 (Erteilung der Betriebserlaubnis am 20. Juli 1936) eingestellt. Das Gesamtgewicht des VIPC14 stieg jetzt auf 3700 kg, die übrigen Maße und Gewichte blieben gleich denen des VIPB14. VIPC14 und VIPB9 wurden nebeneinander bis 1938 gebaut.

### Berliet VIPLG, VIPM, VIPN
Der Berliet VIPLG war eine Holzgasvariante (das G in der Typenbezeichnung deutet darauf hin), die nicht in Serie ging. Teilweise hatte das Fahrzeug, bedingt durch den anderen Antrieb, andere Maße: Das bloße Chassis wog 1300 kg, das maximale Gesamtgewicht betrug 3000 kg, die Nutzlast ist nicht angegeben. Der Radstand betrug 3,20 m, die Länge 4,75 und die Breite 1,7 m.
Der Berliet VIPM (Erteilung der Betriebserlaubnis am 13. Januar 1936) war eine Parallelentwicklung zum Berliet VIPB11: Das bloße Chassis wog 1125 kg, das maximale Gesamtgewicht betrug 3650 kg, die Nutzlast ist nicht angegeben. Der Radstand betrug 3,445 m, die Länge 4,94 und die Breite 1,76 m. Auch diese Variante wurde nicht in Serie gebaut.
Nachfolger des VIPB9 und VIPC14 wurde der Berliet VIPN (Betriebserlaubnis am 12. April 1939 erteilt). Das bloße Chassis wog 1220 kg, das maximale Gesamtgewicht betrug 3400 kg, die Nutzlast ist nicht angegeben. Der Radstand betrug 3,315 m, die Länge 4,895 und die Breite 1,74 m. Bis zum Beginn des Zweiten Weltkrieges entstanden 150 Stück, dann wurde die Produktion dieses Kleinlasters als nicht kriegswichtig eingestellt.

### Motorvarianten
Im übrigen unterschieden sich die Varianten, deren technische Daten der folgenden Übersicht entnommen werden können, vor allem im jeweils verwendeten Motor:
| Typ    | Motor    | Zyl. | Bohrg. | Hub   | Hubr. | /min | CV    | PS    |
|        | Typ      | Zahl | mm     | mm    | cm³   | max  | fisc. | reell |
| ------ | -------- | ---- | ------ | ----- | ----- | ---- | ----- | ----- |
| VIP    | MLD3     | 4    | 68     | 111,7 | 1623  | 3000 | 9     | 40    |
| VIP9   | MLD3     | 4    | 100    | 111,7 | 1623  | 3000 | 9     | 40    |
| VIP11  | MKM      | 4    | 80     | 99,6  | 2003  | 3000 | 11    | 50    |
| VIPB9  | MKH4/5/6 | 4    | 68     | 111,7 | 1623  | 3000 | 9     | 40    |
| VIPB11 | MKM      | 4    | 80     | 99,6  | 2003  | 3000 | 11    | 50    |
| VIPB14 | MKR      | 4    | 80     | 120   | 2413  | 3000 | 14    | 50    |
| VIPC14 | MKR      | 4    | 80     | 120   | 2413  | 3000 | 14    | 50    |
| VIPLG  | MKXG     | 4    | 90     | 130   | 3308  | 3000 | 11    | ?     |
| VIPM   | MKM      | 4    | 80     | 99,6  | 2003  | 3000 | 11    | 50    |
| VIPN   | MKM      | 4    | 80     | 99,6  | 2003  | 3000 | 11    | 50    |

### Stückzahlen
Von den hier behandelten Varianten sind folgende Stückzahlen überliefert:
| Typ    | 1936 | 1937 | 1938 | 1939 | Summe |
| ------ | ---- | ---- | ---- | ---- | ----- |
| VIPB9  | 131  | 98   | 7    | 0    | 236   |
| VIPB11 | 188  | 0    | 0    | 0    | 188   |
| VIPB14 | 50   | 0    | 0    | 0    | 50    |
| VIPC14 | 63   | 195  | 128  | 0    | 366   |
| VIPN   | 0    | 0    | 0    | 150  | 150   |

### Originalquellen
Eine Publikation, in der alle vor 1945 gebauten Berliet-Typen individuell abgehandelt wären, gibt es nicht. Neben der unten erwähnten Literatur wurde auf folgende in der Fondation Berliet verwahrte Originalunterlagen zurückgegriffen:
- Fiches des Mines: Es sind die Unterlagen zur Erteilung einer allgemeinen Betriebserlaubnis, hierfür ist in Frankreich der „Inspecteur des mines“ sachlich zuständig. Diese Unterlagen sind chronologisch geordnet und nummeriert. Nicht zu jedem Typ bzw. jeder Variante gibt es entsprechende Unterlagen, teils, weil sie wohl als Untervarianten eines Typs verstanden wurden, für den eine gesonderte Erlaubnis nicht erforderlich war, teils wohl, weil diese Unterlagen im Laufe der letzten 100 Jahre verlorengegangen sind. Bei Militärtypen gibt es Hinweise, dass eine Betriebserlaubnis direkt durch militärische Dienststellen erfolgte, was entsprechende „fiches des mines“ überflüssig machte. Die Quellenbezeichnung lautet: „Fiches No. …“
- Etat des véhicules utilitaires et autobus declares aux mines depuis 1920, eine 15-seitige Zusammenstellung vom 1. Dezember 1941, enthält insbesondere die reservierten Chassisnummernbänder, die jedoch vielfach nicht vollständig ausgeschöpft wurden, einige Typen bzw. Varianten werden nicht erwähnt, Quellenbezeichnung lautet: „Etat S …“
- Nombre de véhicules construits de 1930 à 1942, siebenseitige Zusammenstellung der zwischen 1930 und 1942 gebauten Stückzahlen an Nutzfahrzeugen, erstellt wohl 1943, erste Seite teilweise irreparabel verderbt, teilweise werden mehrere Typen bzw. Varianten zusammengefasst, Quellenbezeichnung lautet: „Nombre S. …“

### Sonstige Literatur
- Monique Chapelle: Berliet. 1. Auflage. EMCE, Saint-Chamond 2016, ISBN 978-2-35740-049-8.
- Christophe Puvilland: Berliet 1905–1978, toute la gamme omnibus, autocars, autobus et trolleybus. 1. Auflage. histoire&collections, Paris 2008, ISBN 978-2-35250-059-9.
- François Vauvillier: Tous les Berliet militaires 1914–1940, vol.1: les camions. histoire&collections, Paris 2019, ISBN 978-2-35250-496-2.